# مات كارمايكل (صحفي)
مات كارمايكل (بالإنجليزية: Matt Carmichael)‏ هو صحفي أسترالي، ولد في 21 أبريل 1981.